# Петерфельдський сільський округ
Петерфе́льдський сільський округ (каз. Петерфельд ауылдық округі, рос. Петерфельдский сельский округ) — адміністративна одиниця у складі Кизилжарського району Північноказахстанської області Казахстану. Адміністративний центр — село Петерфельд.
Населення — 2664 особи (2021; 2965 у 2009, 3203 у 1999, 3156 у 1989).
Станом на 1989 рік існувала Петерфельдська сільська рада (села Ізмайловка, Затон, Кривоозерка, Петерфельд), села Кондратовка, Боровське, станційне селище Остановочний пункт 2603 км перебували у складі Приміської сільської ради Мамлютського району.

## Склад
До складу округу входять такі населені пункти:
| Населений пункт                              | Старі назви | Населення, осіб (1989) | Населення, осіб (1999) | Населення, осіб (2009) | Населення, осіб (2021) |
| -------------------------------------------- | ----------- | ---------------------- | ---------------------- | ---------------------- | ---------------------- |
| Боровське, село                              | -           | 244                    | 216                    | 206                    | 163                    |
| Затон, село                                  | -           | 227                    | 246                    | 216                    | 174                    |
| Ізмайловка, село                             | -           | 52                     | 40                     | 41                     | 13                     |
| Кондратовка, село                            | -           | 626                    | 693                    | 620                    | 561                    |
| Кривоозерка, село                            | -           | 126                    | 167                    | 227                    | 142                    |
| Остановочний пункт 2603 км, станційне селище | -           | 33                     | 37                     | 33                     | 32                     |
| Петерфельд, село                             | -           | 1848                   | 1804                   | 1622                   | 1579                   |